# Ufa
Ufa (tiếng Nga: Уфа́, chuyển tự: Ufá, IPA: [ʊˈfa]; tiếng Bashkir: Өфө Öfö; phát âm tiếng Bashkir: [ʏ̞ˈfʏ̞], phát âmⓘ) là thủ phủ của nước Cộng hoà Bashkortostan, Nga. Ufa là thủ đô và trung tâm hành chính, chính trị, kinh tế, khoa học và văn hóa của nước cộng hoà Bashkortostan. Đây là một trong những thành phố lớn nhất ở Nga. Dân số 1.038.100 (2010 ước tính); 1.042.437 (ước tính 2002). Về thành phần dân tộc, dân số thành phố chủ yếu là người Nga, người Tatar và người Bashkir. Cư dân của thành phố được gọi là "ufimets". Ufa nổi tiếng với dầu, khí đốt, khoáng sản, và mật ong Bashkir. Khoảng cách từ Ufa tới Moskva bằng tàu là 1.567 km. Dự kiến thời gian đi bằng bằng xe hơi là 32 giờ (1.357 km từ Moskva), thời gian bằng máy bay dự kiến là hai giờ (từ Moskva).

## Tên gọi
Tên gọi Ufa bắt nguồn từ sông Ufa chảy qua thành phố, tuy nhiên điều này đang gây tranh cãi. Nhà ngôn ngữ học người Nga Aleksandr Matveyev cho rằng cái tên này có nguồn gốc từ ngữ chi Iran, từ "ap", có nghĩa là nước.

## Lịch sử
Lịch sử của khu vực xung quanh Ufa bắt đầu từ thời kỳ đồ đá cũ. Từ thế kỷ 5 đến thế kỷ 16, một thành phố thời trung cổ có thể đã tồn tại ở đây. Trên bản đồ của anh em nhà Pizzigano (1367) và trên Atlas Catala (1375), có một đô thị gần sông Belaya mang tên Pascherti, và bản đồ của Gerardus Mercator (1554) cũng đánh dấu nơi này là Pascherti. Nhà Đông phương học người Pháp Henri Cordier cho rằng Pascherti chính là tiền thân của Ufa.
Ibn Khaldun gọi đô thị này là Bashkort. Vào thời điểm đó, đây là một trong những thành phố lớn nhất của Hãn quốc Kim Trướng.
Nhà sử học người Nga thế kỷ 18 Peter Rychkov đã viết rằng có một thành phố lớn trong vùng Ufa trước khi người Nga đến.
Theo quan chức chính quyền tỉnh Orenburg Vasily Rebelensky, Ufa được thành lập bởi người Bashkir.
Theo lệnh của Ivan Bạo chúa, một pháo đài đã được xây dựng ở khu vực này vào năm 1574, và ban đầu mang tên ngọn đồi mà nó tọa lạc, Tura-Tau. Năm 1574 được coi là ngày thành lập chính thức của Ufa. Nó được cấp vị thế thành phố vào năm 1586.
Trước khi trở thành trụ sở của tỉnh Ufa riêng biệt vào năm 1781, thành phố thuộc quyền quản lý của tỉnh Orenburg. Trong những năm 1800-1810, kiến trúc sư người Nga gốc Scotland William Heste đã phát triển một bản quy hoạch thành phố chung cho đô thị Ufa.
Đường thủy sông Belaya (1870) và Đường sắt Samara-Zlatoust (1890) kết nối thành phố với lãnh thổ châu Âu của Đế quốc Nga và kích thích sự phát triển của ngành công nghiệp nhẹ trong thành phố. Kết quả là đến năm 1913, dân số của Ufa đã tăng lên đến 100.000 người. Trong Chiến tranh thế giới thứ hai, sau khi Liên Xô rút lui về phía đông, lực lượng Quốc xã Abwehr đã hoạt động ở Ufa. Thành phố cũng trở thành nơi đóng quân thời chiến của chính quyền Ukraina thuộc Liên Xô.
Trong thời gian 9—10 tháng 7 năm 2015, Ufa đã tổ chức các hội nghị thượng đỉnh của nhóm BRICS và Tổ chức Hợp tác Thượng Hải.

## Địa vị hành chính
Ufa là thủ phủ nước cộng hòa Bashkortostan đồng thời là trung tâm hành chính của huyện Ufimsky. Trong khuôn khổ của các đơn vị hành chính, Thành phố trực thuộc nước cộng hòa Ufa bao gồm Ufa cùng với 24 khu dân cư nông thôn, có địa vị ngang bằng với các huyện. Là một đơn vị đô thị, Thành phố trực thuộc nước cộng hòa Ufa được hợp thành Okrug đô thị Ufa.

## Địa lý
Ufa nằm ở Đông Âu, gần ranh giới đất liền với Bắc Á, tại nơi hợp lưu của hai dòng sông Belaya (Agidel) và Ufa. Nó tọa lạc trên những ngọn đồi thấp tạo thành cao nguyên Ufa ở phía tây của nam dãy Ural. Diện tích của thành phố là 707,93 km vuông. Từ bắc xuống nam, thành phố dài 53,5 km (33,2 mi) và từ tây sang đông dài 29,8 km (18,5 mi).

### Khí hậu
Ufa có khí hậu lục địa ẩm (Köppen: Dfb). Khí hậu của Ufa được đặc trưng bởi mùa đông khắc nghiệt. Trong một số năm, mùa hè có thể khá dài và nóng.
| Dữ liệu khí hậu của Ufa                 | Dữ liệu khí hậu của Ufa | Dữ liệu khí hậu của Ufa | Dữ liệu khí hậu của Ufa | Dữ liệu khí hậu của Ufa | Dữ liệu khí hậu của Ufa | Dữ liệu khí hậu của Ufa | Dữ liệu khí hậu của Ufa | Dữ liệu khí hậu của Ufa | Dữ liệu khí hậu của Ufa | Dữ liệu khí hậu của Ufa | Dữ liệu khí hậu của Ufa | Dữ liệu khí hậu của Ufa | Dữ liệu khí hậu của Ufa |
| Tháng                                   | 1                       | 2                       | 3                       | 4                       | 5                       | 6                       | 7                       | 8                       | 9                       | 10                      | 11                      | 12                      | Năm                     |
| --------------------------------------- | ----------------------- | ----------------------- | ----------------------- | ----------------------- | ----------------------- | ----------------------- | ----------------------- | ----------------------- | ----------------------- | ----------------------- | ----------------------- | ----------------------- | ----------------------- |
| Cao kỉ lục °C (°F)                      | 5.8 (42.4)              | 9.2 (48.6)              | 16.2 (61.2)             | 30.9 (87.6)             | 36.2 (97.2)             | 38.3 (100.9)            | 38.6 (101.5)            | 38.5 (101.3)            | 33.4 (92.1)             | 26.8 (80.2)             | 15.4 (59.7)             | 5.0 (41.0)              | 38.6 (101.5)            |
| Trung bình ngày tối đa °C (°F)          | −8.2 (17.2)             | −6.8 (19.8)             | 0.2 (32.4)              | 10.9 (51.6)             | 19.9 (67.8)             | 24.6 (76.3)             | 25.9 (78.6)             | 23.5 (74.3)             | 17.2 (63.0)             | 8.7 (47.7)              | −1 (30)                 | −6.9 (19.6)             | 9.0 (48.2)              |
| Trung bình ngày °C (°F)                 | −12.4 (9.7)             | −11.8 (10.8)            | −5.1 (22.8)             | 5.2 (41.4)              | 13.2 (55.8)             | 18.1 (64.6)             | 19.7 (67.5)             | 17.2 (63.0)             | 11.3 (52.3)             | 4.5 (40.1)              | −4.2 (24.4)             | −10.7 (12.7)            | 3.8 (38.8)              |
| Tối thiểu trung bình ngày °C (°F)       | −17 (1)                 | −17 (1)                 | −10.4 (13.3)            | −0.1 (31.8)             | 6.8 (44.2)              | 11.8 (53.2)             | 13.7 (56.7)             | 11.6 (52.9)             | 6.5 (43.7)              | 1.1 (34.0)              | −7.5 (18.5)             | −15 (5)                 | −1.3 (29.7)             |
| Thấp kỉ lục °C (°F)                     | −48.5 (−55.3)           | −43.5 (−46.3)           | −34.4 (−29.9)           | −29.7 (−21.5)           | −9.7 (14.5)             | −1.2 (29.8)             | 1.4 (34.5)              | −0.6 (30.9)             | −6.8 (19.8)             | −25.6 (−14.1)           | −35.1 (−31.2)           | −45 (−49)               | −48.5 (−55.3)           |
| Lượng Giáng thủy trung bình mm (inches) | 48 (1.9)                | 39 (1.5)                | 32 (1.3)                | 33 (1.3)                | 46 (1.8)                | 66 (2.6)                | 55 (2.2)                | 58 (2.3)                | 51 (2.0)                | 58 (2.3)                | 52 (2.0)                | 51 (2.0)                | 589 (23.2)              |
| Số ngày mưa trung bình                  | 3                       | 3                       | 6                       | 12                      | 16                      | 16                      | 15                      | 16                      | 18                      | 18                      | 11                      | 4                       | 138                     |
| Số ngày tuyết rơi trung bình            | 25                      | 21                      | 16                      | 6                       | 1                       | 0                       | 0                       | 0                       | 1                       | 8                       | 20                      | 24                      | 122                     |
| Độ ẩm tương đối trung bình (%)          | 83                      | 80                      | 77                      | 69                      | 61                      | 68                      | 71                      | 74                      | 76                      | 79                      | 83                      | 83                      | 75                      |
| Số giờ nắng trung bình tháng            | 59                      | 96                      | 155                     | 216                     | 280                     | 288                     | 289                     | 252                     | 166                     | 82                      | 50                      | 40                      | 1.973                   |
| Nguồn 1: Pogoda.ru.net                  |                         |                         |                         |                         |                         |                         |                         |                         |                         |                         |                         |                         |                         |
| Nguồn 2: NOAA (nắng, 1961–1990)         |                         |                         |                         |                         |                         |                         |                         |                         |                         |                         |                         |                         |                         |

## Kinh tế

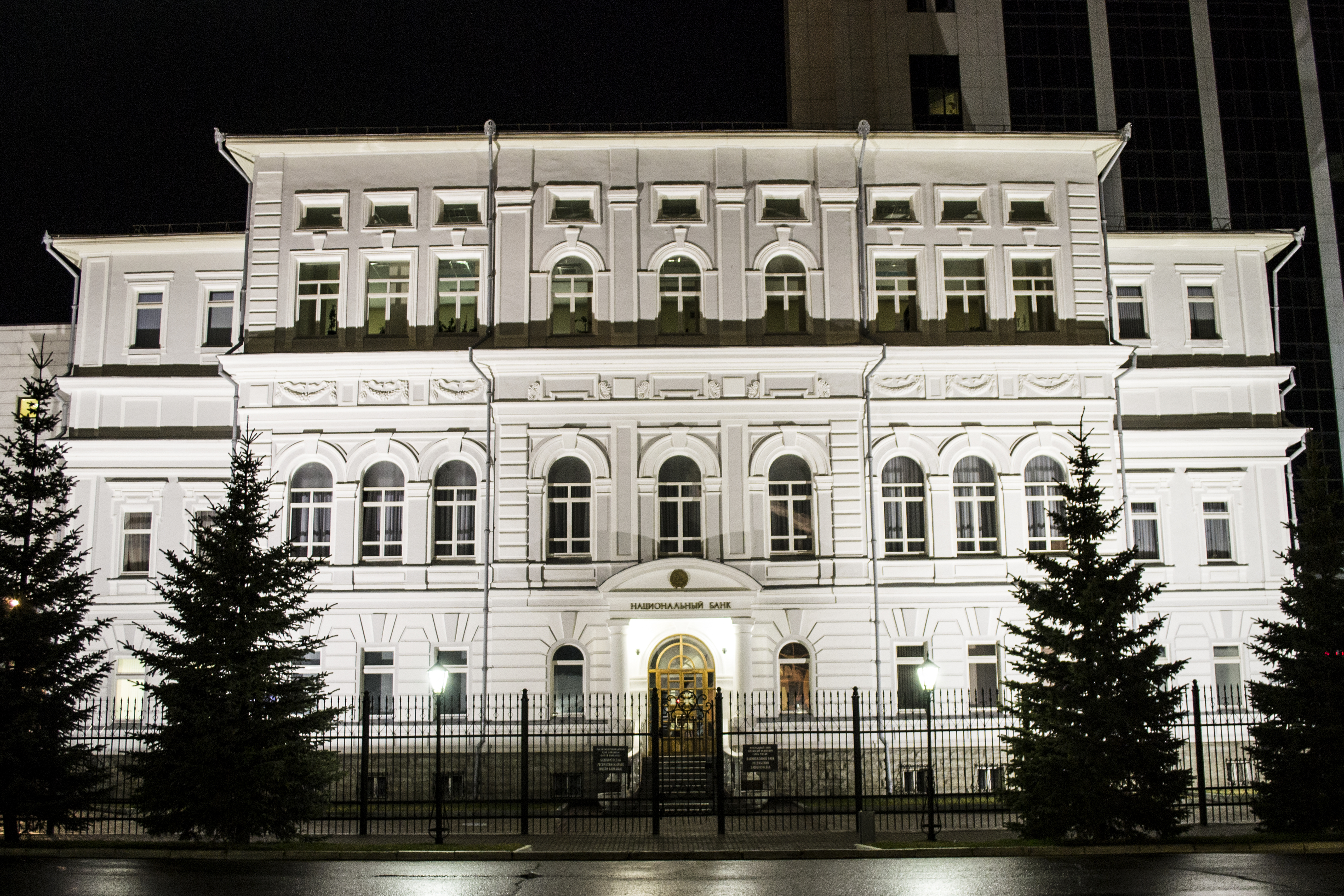
Ngân hàng quốc gia Bashkortostan

Ufa là nơi đặt trụ sở của khoảng 200 doanh nghiệp công nghiệp vừa và lớn.
Một số doanh nghiệp quan trọng bao gồm:
- Hiệp hội sản xuất động cơ Ufa: công ty con của UEC Saturn[29][30]
- Nhà máy hóa dầu Ufimsky (công ty con của Bashneft)
- Nhà máy lọc dầu Novo-Ufimsky (công ty con của Bashneft)
- Nhà máy lọc dầu Ufimsky (công ty con của Bashneft)
- Công ty cổ phần, nhà máy sản xuất xe điện bánh hơi Bashkir[31]

## Giao thông
Nhà ga Ufa nằm trên một nhánh của Đường sắt xuyên Siberia. Ufa là thành phố duy nhất được kết nối với Moskva bằng nhiều đường cao tốc liên bang. Đường cao tốc M7 nối thành phố với Kazan và Moskva, còn tuyến đường M5 nối với phần châu Á của Nga.
Sân bay quốc tế Ufa có các chuyến bay quốc tế đến Thổ Nhĩ Kỳ, Tajikistan, Ai Cập, Azerbaijan, Uzbekistan và Síp cũng như các chuyến bay nội địa đến nhiều thành phố và thị trấn của Nga, bao gồm cả Moskva.

## Tôn giáo
Ufa là nơi tọa lạc của Cơ quan Quản lý Tinh thần Trung ương của người Hồi giáo tại Nga. Năm 1989, Đại học Hồi giáo Nga được khai trương. Một trong những nhà thờ Hồi giáo lớn nhất ở châu Âu, Ar-Rahim, đang được xây dựng ở Ufa.

## Thành phố kết nghĩa
Ufa kết nghĩa với:
- Mersin, Thổ Nhĩ Kỳ
- Bishkek, Kyrgyzstan
- Halle, Đức
- Hợp Phì, Trung Quốc
- Minsk, Belarus
- Nam Xương, Trung Quốc
- Nur-Sultan, Kazakhstan
- Tề Tề Cáp Nhĩ, Trung Quốc
- Thẩm Dương, Trung Quốc

## Liên kết
- City of Ufa official website Lưu trữ ngày 10 tháng 7 năm 2013 tại Wayback Machine (tiếng Anh)
- Everything you need to know about friendly Ufa, by David Coppard (tiếng Anh) Mirrored version (tiếng Nga) (tiếng Anh)
- Ufa on the map of Russia (tiếng Nga)
- Ufa city views (tiếng Anh)

Bản mẫu:Cộng hòa Bashkortostan